# Европско првенство у атлетици на отвореном 1990 — 400 метара за жене
Трка на 400 метара у женској конкуренцији на Европском првенству у атлетици 1990. у Сплиту одржана је 27. 28. и 29. августа на стадиону Пољуд.
Титулу освојену 1986. у Штутгарту, није бранила Марита Кох из Источне Немачке.

## Земље учеснице
Учествовало је 26 такмичарке из 12 земаља. 
1. Западна Немачка (3)
2. Источна Немачка (3)
3. Југославија (1)
4. Мађарска (3)
5. Норвешка (3)
6. Совјетски Савез (3)
7. Уједињено Краљевство (3)
8. Финска (1)
9. Француска (2)
10. Холандија (1)
11. Швајцарска (2)
12. Шпанија (2)

## Рекорди
| Рекорди пре почетка Европског првенства 2014. | Рекорди пре почетка Европског првенства 2014. | Рекорди пре почетка Европског првенства 2014. | Рекорди пре почетка Европског првенства 2014. | Рекорди пре почетка Европског првенства 2014. | Рекорди пре почетка Европског првенства 2014. |
| --------------------------------------------- | --------------------------------------------- | --------------------------------------------- | --------------------------------------------- | --------------------------------------------- | --------------------------------------------- |
| Светски рекорд                                | Марита Кох                                    | Источна Немачка                               | 47,60                                         | Канбера, Аустралија                           | 6. октобар 1985.                              |
| Европски рекорд                               | Марита Кох                                    | Источна Немачка                               | 47,60                                         | Канбера, Аустралија                           | 6. октобар 1985.                              |
| Рекорди Европских првенстава                  | Марита Кох                                    | Источна Немачка                               | 48,16                                         | Атина, Грчка                                  | 8. септембар 1985.                            |
| Светски рекорд сезоне                         | Ана Фиделио Кирот                             | Куба                                          | 50,03                                         | Келн, Западна Немачка                         | 19. август                                    |
| Европски рекорд сезоне                        | Грит Бројер                                   | Западна Немачка                               | 50,21                                         | Рошток, Источна Немачка                       | 23. јун                                       |

## Најбољи резултати у 1990. години
Најбрже атлетичарке 1990. године на 400 метара пре почетка европског првенства (26. августа 1990) заузимале су следећи пласман на европској и светској ранг листи (СРЛ).
| 1. | Грит Бројер      | Источна Немачка | 50,21 | 23. јун    | 3. СРЛ  |
| 2. | Петра Шерсинг    | Источна Немачка | 50,31 | 19. август | 4. СРЛ  |
| 2. | Људмила Џигалова | Совјетски Савез | 50,33 | 6. јул     | 5. СРЛ  |
| 4. | Олга Назарова    | Совјетски Савез | 50,40 | 10. јун    | 7. СРЛ  |
| 5. | Марина Шмонина   | Совјетски Савез | 50,52 | 6. јул     | 8. СРЛ  |
| 6. | Карин Јанке      | Западна Немачка | 50,64 | 11. август | 11.СРЛ  |
| 7. | Јелена Рузина    | Совјетски Савез | 50,65 | 6. јул     | 12. СРЛ |
| 8. | Мануела Дер      | Источна Немачка | 51,95 | 10. август | 17. СРЛ |
|    |                  |                 |       |            |         |
|    | Гордана Чотрић   | Југославија     |       |            |         |

Такмичарке чија су имена подебљана учествовале су на ЕП.

## Освајачи медаља
|                             |                               |                           |
| Грит Бројер Источна Немачка | Петра Шерсинг Источна Немачка | Мари Жозе-Перек Француска |

## Резултати

### Квалификације
За полуфиналене су се квалификовале прве четири из све три квалификационе групее (КВ) и четири на основу постигнутог резултата (кв).
| Пласман | Група | Такмичарка        | Земља                | Време   | Белешке |
| ------- | ----- | ----------------- | -------------------- | ------- | ------- |
| 1.      | 4     | Јелена Рузина     | Совјетски Савез      | 51,64   | КВ      |
| 2.      | 3     | Марина Шмонина    | Совјетски Савез      | 52,18   | КВ      |
| 3.      | 2     | Људмила Џигалова  | Совјетски Савез      | 52,42   | КВ      |
| 4.      | 3     | Петра Шерсинг     | Источна Немачка      | 52,44   | КВ      |
| 5.      | 1     | Грит Бројер       | Источна Немачка      | 52,50   | КВ      |
| 6.      | 1     | Мари-Жозе Перек   | Француска            | 52,56   | КВ      |
| 7.      | 1     | Linda Keough      | Уједињено Краљевство | 52,60   | КВ      |
| 8.      | 2     | Анете Хеселбарт   | Источна Немачка      | 52,72   | КВ      |
| 9.      | 3     | Марта Гросенбахер | Швајцарска           | 52,76   | КВ      |
| 10.     | 4     | Карин Јанке       | Западна Немачка      | 52,83   | КВ      |
| 11.     | 1     | Viviane Dorsile   | Француска            | 52,91   | кв      |
| 12.     | 4     | Евелин Елијен     | Француска            | 52,95   | КВ      |
| 13.     | 2     | Анџела Пигфорд    | Уједињено Краљевство | 53,00   | кв      |
| 14.     | 1     | Хелга Арент       | Западна Немачка      | 53,01   | КВ      |
| 14.     | 1     | Лисбет Андерсен   | Норвешка             | 53,01   | кв      |
| 16.     | 1     | Јудит Форгач      | Мађарска             | 53,06   | кв      |
| 17.     | 1     | Линда Кизабака    | Источна Немачка      | 53,09   |         |
| 18.     | 4     | Соња Финел        | Финска               | 53,47   |         |
| 19.     | 2     | Лорејн Хансон     | Италија              | 2:02,65 |         |
| 20.     | 2     | Марија Акрака     | Шведска              | 2:02,83 |         |
| 21.     | 2     | Ержебет Сабо      | { Мађарска           | 54,08   |         |
| 22.     | 4     | Агнеш Козари      | Мађарска             | 54,13   |         |
| 23.     | 2     | Гордана Чотрић    | Југославија          | 54,46   |         |
| 24.     | 4     | Бланка Лакамбра   | Шпанија              | 54,61   |         |
| 25.     | 2     | Регула Скалабрин  | Швајцарска           | 54,88   |         |
| 26.     | 3     | Грета Тромп       | Холандија            | 55,64   |         |

### Полуфинале
За финале су се квалификовале по четири првопласиране из обе групе (КВ).
| Пласман | Група | Такмичарка        | Земља                | Време | Белешке |
| ------- | ----- | ----------------- | -------------------- | ----- | ------- |
| 1.      | 1     | Грит Бројер       | Источна Немачка      | 50,89 | КВ      |
| 2.      | 1.    | Петра Шерсинг     | Источна Немачка      | 51,05 | КВ      |
| 3.      | 1.    | Linda Keough      | Уједињено Краљевство | 51,20 | КВ      |
| 4.      | 2     | Анете Хеселбарт   | Источна Немачка      | 51,43 | КВ      |
| 5.      | 2     | Марина Шмонина    | Совјетски Савез      | 51,45 | КВ      |
| 6.      | 2     | Људмила Џигалова  | Совјетски Савез      | 51,56 | КВ      |
| 7.      | 2     | Мари-Жозе Перек   | Француска            | 51,63 | КВ      |
| 8.      | 2     | Карин Јанке       | Западна Немачка      | 51,65 |         |
| 9.      | 1.    | Viviane Dorsile   | Француска            | 52,06 | КВ      |
| 10.     | 1     | Хелга Арент       | Западна Немачка      | 52,16 |         |
| 11.     | 1     | Јудит Форгач      | Мађарска             | 52,77 |         |
| 12.     | 1     | Евелин Елијен     | Француска            | 53,05 |         |
| 13.     | 1     | Лисбет Андерсен   | Норвешка             | 53,26 |         |
| 14.     | 2     | Анџела Пигфорд    | Уједињено Краљевство | 53,53 |         |
| 15.     | 1     | Марта Гросенбахер | Швајцарска           | 53,57 |         |
| -       |       | Јелена Рузина     | Совјетски Савез      | НЗ    |         |

### Финале
| Пласман | Такмичарка       | Земља                | Време | Белешке |
| ------- | ---------------- | -------------------- | ----- | ------- |
|         | Грит Бројер      | Источна Немачка      | 49,50 |         |
|         | Петра Шерсинг    | Источна Немачка      | 50,51 |         |
|         | Мари-Жозе Перек  | Француска            | 50,84 |         |
| 4       | Анете Хеселбарт  | Источна Немачка      | 51,14 |         |
| 5       | Linda Keough     | Уједињено Краљевство | 51,22 |         |
| 6       | Људмила Џигалова | Совјетски Савез      | 51,31 |         |
| 7       | Марина Шмонина   | Совјетски Савез      | 51,67 |         |
| 8       | Viviane Dorsile  | Француска            | 52,11 |         |